# Хекимхан
Хекимхан (тур. Hekimhan) — город и район в провинции Малатья (Турция).

## Знаменитые уроженцы
- Агджа, Мехмет Али — турецкий террорист
- Эфлятун Джем Гюней — турецкий писатель, автор рассказов и сказок.Собиратель турецкого фольклора. Награжден медалью Ханса Кристиана Андерсена (Дания, 1960)